# Torpederas de primera clase Thornycroft
Las Torpederas de primera clase Thornycroft fueron dos buques gemelos tipo Ariete español modificados, adquiridos al astillero John I. Thornycroft & Company de Inglaterra a un valor de £ 18.000 cada uno.

Su construcción fue contratada por la Armada Argentina en 1891, la cual los recibió al año siguiente bautizándolos ARA Comodoro Murature y ARA Comodoro Py.

Su armamento consistía en dos cañones de tiro rápido Nordenfeldt de 47 mm, una ametralladora Nordenfeldt de 25 mm y cuatro tubos lanzatorpedos de 18 pulgadas.

Salvo la participación del ARA Murature en la Revolución de 1893, donde se plegó a las fuerzas revolucionarias y sufrió la muerte de 3 miembros de su tripulación y varios heridos, pasaron a tener una discreta actividad. 

Esto fue así toda vez que fueron compradas teniendo en cuenta un hipotético conflicto con Chile, por lo que la firma de los Pactos de Mayo de 1902 hizo que perdiesen en gran medida su principal razón operativa por lo que, luego de ser reacondicionadas para diversos usos, fueron finalmente desguazadas hacia la década de 1930.